# Johann Ludwig Aberli

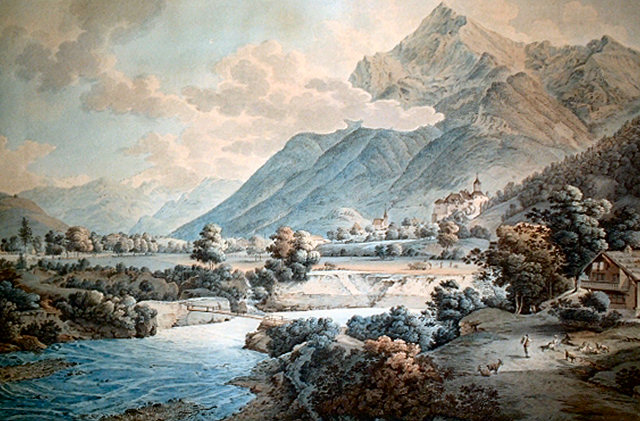
Wimmis (grabado, c. 1783)

Johann Ludwig Aberli (Winterthur, 14 de noviembre de 1723-Berna, 17 de octubre de 1786) fue un pintor y grabador suizo.
Es más conocido por sus paisajes de Suiza, grabados los contornos primero y después pintando o coloreandolos. Más tarde, se llamó a este estilo la manera Aberli y  muchos artistas lo imitaron, como Heinrich Rieter, Franz Niklaus König o Johann Jakob Bidermann. Enseñó a Samuel Hieronymus Grimm. Se dice que aprendió con J. Erim in Bern.